# Mebutizida
La Mebutizida es el nombre del principio activo de un diurético antihipertensivo de potencia moderada (similar a la hidroclorotiazida, altizida y bendroflumetiazida) emparentado estructuralmente con el grupo de las tiazidas.